# Aton
| i | t · n | N5 |

| i | t · n | N5 |

Aton (także Aten – w języku egipskim ỉtn oznacza tarczę słoneczną) – bóg egipski. Początkowo, w III tysiącleciu p.n.e. był jednym z wielu bogów wyznawanych w Egipcie. Aton był tarczą słoneczną – dokładniej, bogiem promieniowania żaru tarczy słonecznej – uważany wówczas za emanację boga Re. W Opowieści o Sinuhe jest mowa o królu Amenemhacie I, który po śmierci został zabrany do nieba i połączył się z Atonem. Za czasów królowej Hatszepsut Aton określany był już jako Stwórca, który stworzył wszelką istotę, który ukształtował ziemię, który dopełnił jej stworzenia. Bóg miał być bezosobowy, pozbawiony płci. Przejściowo Aton był uznawany w Egipcie za główne lub jedyne bóstwo, w ramach kultu zwanego atonizmem.

## Początki wzmożonego kultu
Philipp Vandenberg w swojej biografii królowej Nefretete oznajmił, iż za panowania Totmesa IV obudziły się pierwsze wątpliwości dotyczące egipskich bogów. Opinię tę podzielają także inni badacze. Pewna inskrypcja na skarabeuszu Totmesa IV, znajdującym się obecnie w British Museum, świadczy o nagłym wzroście kultu i znaczenia Atona w wierzeniach Egipcjan:
Książęta Naharin (Mitanni), niosąc swoje dary, widzą Menkheprure (Totmesa IV), jak wychodzi ze swego pałacu. Oni słyszą głos jakby syna Nut, z łukiem w swojej dłoni jak syn następcy Szu. Jeśli podniesie się do walki, z Atonem przed sobą, niszczy górzyste kraje, depcząc pustynne kraje, stąpając aż do Naharin i Karoi, aby uczynić mieszkańców obcych ziem jak sługi dla rządów Atona na wieki.
Kult Atona wzmocnił kolejny faraon, Amenhotep III. Wallis Budge uważał, podobnie jak Gaston Maspero, iż kult Atona stał się popularny w 11. roku rządów króla, kiedy to ukończono budowę sztucznego jeziora dla królowej Teje, zaś królewskiej barce żeglującej po tym zbiorniku nadano imię Aton-Tehen („Aton połyskuje”). Również hymn ku czci słońca datowany na okres rządów tego króla mówi:
Chwała tobie, Atonie dnia, stwórco wszystkich rzeczy, który sprawiasz, że one żyją.

## Wprowadzenie henoteizmu
Za wstęp do henoteizmu możemy uznać już działania Amenhotepa III, który zmienił dogmaty religijne oraz trzykrotnie poddał się świętu sed, uznając samego siebie za wcielenie Ra. Najistotniejsze zmiany wyprowadził jednak jego syn i następca, Echnaton (wcześniej Amenhotep IV – przed zmianą imienia na Echnaton) dokonał radykalnej reformy religijnej, wprowadzając religię henoteistyczną – kult Atona jako jedynego boga, zwłaszcza w miejsce wyznawanego dotychczas Amona. Świątynie innych bóstw zostały pozamykane. Istnieją opinie, iż reforma Echnatona była szkodliwa dla Egiptu, m.in. dlatego, iż Aton według króla był bogiem miłości, który troszczył się o wszystkie narody, co miało zapewne wpływ na pacyfistyczną politykę władcy. Najwięcej informacji na ten temat dostarcza Wielki Hymn do Atona, odkryty w grobowcu Aj. Po śmierci Echnatona zlikwidowano kult Atona i przywrócono kult Amona i innych bogów.

## Porównanie z monoteizmem hebrajskim
Kult Atona, obok judaizmu, był jednym z najstarszych wyznań monoteistycznych. Można dostrzec pomiędzy nimi liczne podobieństwa:
- wiara w jednego jedynego Boga (Hymn do Atona kol. 7-8 — Księga Powtórzonego Prawa 6:4 );
- podobne imię Boga — egipskie Aton, Aten przypomina hebrajskie Adon, Adonai – [Wielki] Pan;
- Bóg, który wszystko utrzymuje przy życiu;
- Bóg, który troszczy się o wszystkich ludzi i całe swoje stworzenie.

Wielki Hymn do Atona przypomina biblijny Psalm 104, do którego też jest często porównywany.
Poza podobieństwami w samych systemach wierzeń istnieją także inne powody, dla których oba kulty uznaje się często za spokrewnione ze sobą:
1. Według Biblii Hebrajczycy zamieszkiwali na terytorium Egiptu przez 430 lat (Exodus 12:40-41), przez co mogło dojść do wymieszania różnych elementów obu systemów religijnych, czego przykładem może być złoty cielec, który w zamyśle Izraelitów miał być wyobrażeniem Jahwe (Exodus 32:4-5).
2. Hebrajczycy mieli opuścić Egipt 480 lat przed 4. rokiem rządów króla Salomona (1 Królewska 6:1), czyli 520 lat przed najazdem Szeszonka I na Judę (1 Królewska 14:25). W chronologii egipskiej biblijny exodus przypada na okres rządów Totmesa III (według późnej chronologii) lub Amenhotepa II (według wczesnej chronologii). Część badaczy uważa, iż do inwazji na Kanaan doszło 40 lat później, za panowania Amenhotepa III, gdyż jest to ostatni faraon, którego imię pojawia się na skarabeuszach odkrytych w grobowcach zniszczonego wówczas Jerycha. Pierwsze walki opisane w księgach Jozuego i Sędziów musiały więc mieć miejsce za rządów Amenhotepa III oraz Amenhotepa IV Echnatona. Inwazję plemion Habiru (utożsamianych później z Hebrajczykami) na miasta kananejskie za Echnatona potwierdza korespondencja amarneńska oraz odkrycia archeologiczne na terenach Palestyny.

Na podstawie powyższych założeń oparto dwie sprzeczne teorie:
- Hebrajczycy uciekający z Egiptu zapożyczyli monoteistyczny kult od Echnatona;
- Echnaton będący pod wrażeniem cudów dokonanych przez Boga Hebrajczyków zaczął go czcić pod postacią Atona.

Pomimo to należy zaznaczyć, iż kult Jahwe znacznie różnił się pod pewnymi względami od kultu Atona. Przede wszystkim, Bóg Hebrajczyków przypominał w swej postaci człowieka (Genesis 18:1-2), gdyż na swoje podobieństwo stworzył On ludzi (Genesis 1:26-27), zaś Aton był słońcem. Po drugie, Jahwe nie wolno było przedstawiać za pomocą jakiejkolwiek podobizny (Powtórzonego Prawa 5:8), gdyż wykonane przez człowieka wizerunki nie były w stanie oddać Jego potęgi i chwały (Izajasza 40:18-19), zaś Aton wyobrażany był jako dysk słoneczny. Po trzecie, Mojżesz surowo zakazał kultu Słońca (Powtórzonego Prawa 4:19), będącego jedynie dziełem Stwórcy (Genesis 1:16), nie tożsamym z Nim. Niemniej jednak Bóg Hebrajczyków kojarzony był często ze światłością (np. Exodus 3:2, 10:23, 13:21, 19:18), zaś nikomu poza ścisłą starszyzną Izraela nie dane było oglądać jego postaci (Exodus 24:10, Powtórzonego Prawa 4:15 – najprawdopodobniej w celu uniknięcia bałwochwalstwa polegającego na sporządzaniu podobizn Boga). Zewnętrzny obserwator mógł przez to odnieść wrażenie, iż Hebrajczycy czczą bezpostaciowe bóstwo światłości.
Do chwili obecnej nie udało się ustalić, czy te dwa kulty były ze sobą faktycznie powiązane.